# Joop Zoetemelk
Hendrik Gerardus Joseph Zoetemelk, detto Joop (Rijpwetering, 3 dicembre 1946), è un ex ciclista su strada, pistard e dirigente sportivo olandese.
Da dilettante vinse la cronometro a squadre ai Giochi olimpici di Città del Messico nel 1968. Professionista dal 1970 al 1987, vinse la Vuelta a España nel 1979, il Tour de France nel 1980, il campionato del mondo su strada nel 1985, la Freccia Vallone nel 1976 e l'Amstel Gold Race nel 1987, a 40 anni di età.

## Carriera

### Gli esordi
Da dilettante gareggiò con la squadra olandese Swift. Il risultato più prestigioso ottenuto tra i dilettanti fu la medaglia d'oro ai Giochi olimpici di Città del Messico del 1968 nella cento chilometri a cronometro insieme ai connazionali Fedor den Hertog, Jan Krekels e René Pijnen. Nel 1969 si aggiudicò il Tour de l'Avenir, la più importante corse a tappe dilettantistica francese. Da dilettante vinse anche per quattro volte consecutive, dal 1966 al 1969, il campionato olandese per squadre.

### Le vittorie

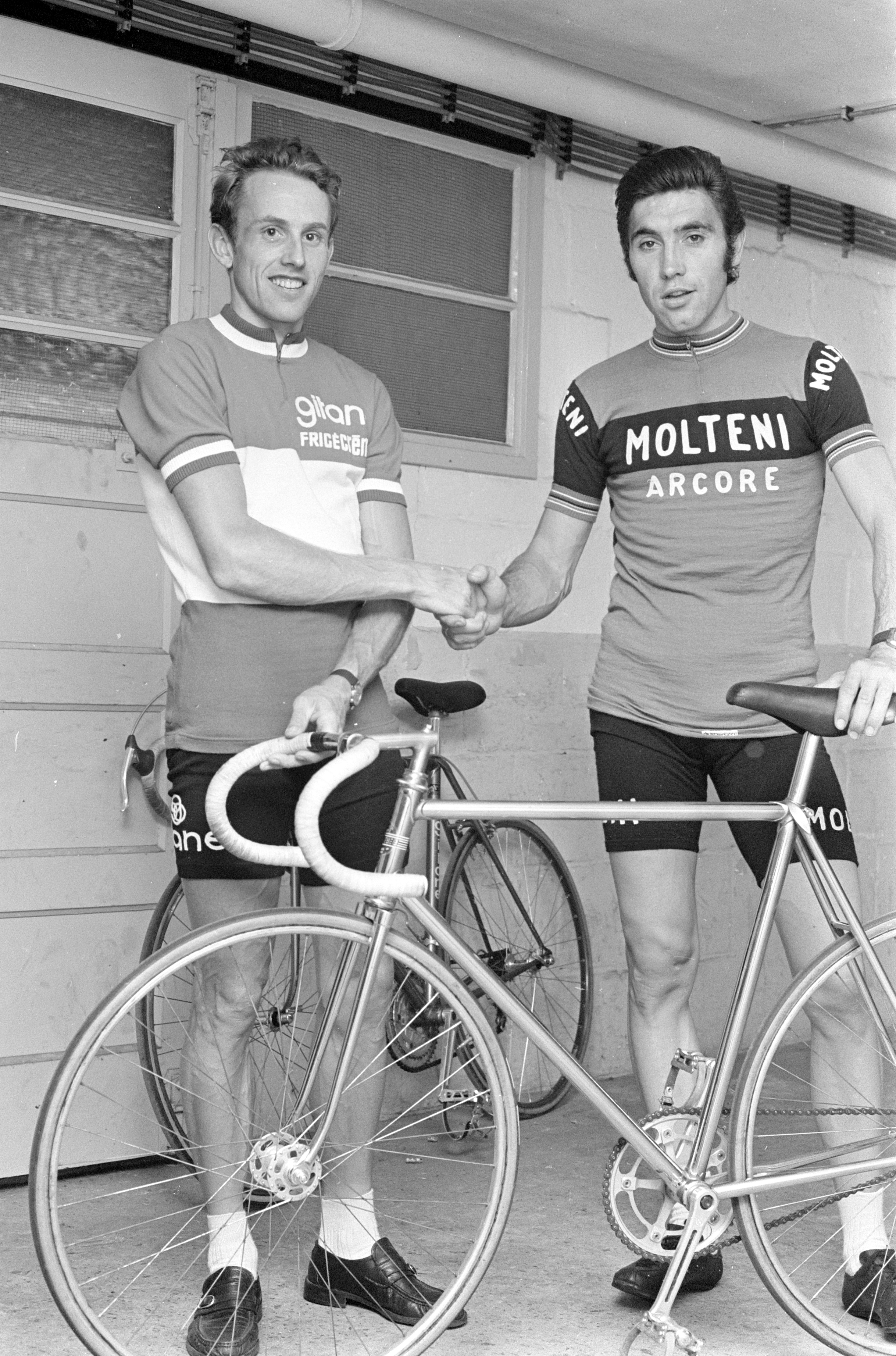
Joop Zoetemelk (a sinistra) ed Eddy Merckx nel 1973

Passato professionista nel 1970 con la formazione belga Flandria-Mars e rimasto sotto contratto con questa squadra per tre stagioni, negli anni successivi vestì anche le divise della Gitane-Frigécrème (1973), della Gan/Miko-Mercier (1974-1979), della TI-Raleigh (1980-1981), della Coop-Mercier (1981-1982) e infine della Kwantum Hallen/Superconfex (1984-1987).
Nei diciotto anni di professionismo prese parte a sedici edizioni del Tour de France, concludendolo sempre e salendo per sette volte sul podio. Vinse la corsa nel 1980, a trentatré anni, con sette minuti di vantaggio su Hennie Kuiper e otto su Raymond Martin. Fu inoltre secondo nel 1970, nel 1971, nel 1976, nel 1978 (quando rimase secondo nonostante i 10' di penalità assegnati), nel 1979 e nel 1982, fronteggiando campioni come Raymond Poulidor, Eddy Merckx, Felice Gimondi, Lucien Van Impe e Bernard Hinault. Vestì la maglia gialla in totale per ventidue volte, vinse inoltre dieci tappe (quattro delle quali a cronometro), cinque cronosquadre, la classifica combinata nel 1973 e il Premio Fair Play nel 1986.
Oltre alle prestazioni alla Grande Boucle, partecipò anche per due volte alla Vuelta a España. Nel 1971 si piazzò al sesto posto e vinse una tappa e la Classifica scalatori; nell'edizione 1979 si aggiudicò invece la classifica generale e due tappe. In carriera ottenne anche successi nelle brevi corse a tappe: vinse infatti il Tour de Romandie nel 1973, la Parigi-Nizza per tre volte, nel 1974, nel 1975 e nel 1979, e la Tirreno-Adriatico nel 1985.
Nelle classiche monumento, durante i diciotto anni di professionismo, ottenne alcuni piazzamenti ma nessuna vittoria: chiuse infatti quinto al Giro delle Fiandre nel 1973, quarto alla Parigi-Roubaix nel 1979, nono alla Liegi-Bastogne-Liegi nel 1973 e nel 1984, sesto al Giro di Lombardia nel 1972. Tra le gare di un giorno fece comunque sua la Freccia Vallone nel 1976 (malgrado uno sbaglio di percorso nell'ultimo chilometro), la Parigi-Tours nel 1977 e nel 1979 quando si chiamava "Grand Prix d'Automne", nonché l'Amstel Gold Race nel 1987, a più di quarant'anni di età; è ad oggi il più anziano vincitore di una classica. Fu infine due volte campione nazionale olandese, nel 1971 e nel 1973.
Partecipò infine, da professionista, a diciassette edizioni del campionato del mondo su strada. Ottenne il quinto posto nel 1972, nel 1973 e nel 1975 e il quarto nel 1976 e nel 1982. Nel 1985, a quasi trentanove anni e ormai sul finire di carriera, conquistò l'ambita maglia iridata a Giavera del Montello scattando a due chilometri dall'arrivo e tagliando la linea del traguardo da solo. Come molti altri olandesi della sua stessa epoca non prese mai parte al Giro d'Italia, dato che gli sponsor delle loro squadre non lo ritenevano vantaggioso a livello economico.

### Dopo il ritiro
Ritiratosi dall'attività al termine della stagione 1987, dal 1992 al 2006 ha collaborato con Jan Raas come direttore sportivo della formazione olandese Buckler, diventata poi Wordperfect, Novell e infine Rabobank.

## Palmarès

### Strada
- 1968 (Swift, due vittorie)

1ª tappa Ronde van Midden-Zeeland (Middelburg, cronometro)
Classifica generale Ronde van Midden-Zeeland
- 1969 (Swift, nove vittorie)

2ª tappa, 2ª semitappa Österreich-Rundfahrt (Gaisberg)
3ª tappa Österreich-Rundfahrt (Lienz)
6ª tappa Österreich-Rundfahrt (Villaco)
2ª tappa Greenall Whitley Grand Prix (Rhyl > Salford)
Classifica generale Greenall Whitley Grand Prix
Classifica generale Tour de Yougoslavie
1ª tappa, 1ª semitappa Circuit des Mines (Piennes > Tucquegnieux)
Classifica generale Circuit des Mines
Classifica generale Tour de l'Avenir
- 1970 (Flandria-Mars, una vittoria)

2ª tappa, 2ª semitappa Parigi-Lussemburgo (Braine > Maastricht)
- 1971 (Flandria-Mars, tre vittorie)

16ª tappa Vuelta a España (Segovia > Avila)
4ª tappa, 2ª semitappa Tour de Luxembourg (Esch-sur-Alzette, cronometro)
Campionati olandesi, Prova in linea
- 1972 (Beaulieu-Flandria, due vittorie)

Polymultipliée
1ª tappa Gran Premio de Sintra
- 1973 (Gitane-Frigécrème, nove vittorie)

Nizza-Seillans
7ª tappa, 2ª semitappa Parigi-Nizza (Nizza > Col d'Èze, cronometro)
2ª tappa, 2ª semitappa Critérium du Dauphiné Libéré
Campionati olandesi, Prova in linea
Prologo Tour de France (Scheveningen, cronometro)
4ª tappa Tour de France (Reims > Nancy)
1ª tappa, 1ª semitappa Grand Prix du Midi Libre (Narbona > Sète)
2ª tappa Grand Prix du Midi Libre (Clermont-l'Hérault > Rodez)
1ª prova Escalada a Montjuïc
- 1974 (Gan-Mercier, nove vittorie)

2ª tappa Étoile de Bessèges (Bessèges > Joyeuse)
2ª tappa Tour Méditerranéen (Beausoleil > Antibes)
6ª tappa, 1ª semitappa Parigi-Nizza (Carqueiranne > Mont Faron, cronometro)
7ª tappa, 2ª semitappa Parigi-Nizza (Nizza > Col d'Èze, cronometro)
Classifica generale Parigi-Nizza
5ª tappa Setmana Catalana (Àger > Andorra la Vella)
Classifica generale Setmana Catalana
4ª tappa Tour de Romandie (Le Sentier > Tour panoramique de Chaumont)
Classifica generale Tour de Romandie
- 1975 (Gan-Mercier, dodici vittorie)

2ª tappa Tour de Corse
6ª tappa Tour de Corse
6ª tappa, 1ª semitappa Parigi-Nizza (Ollioules > Mont Faron)
7ª tappa, 2ª semitappa Parigi-Nizza (Nizza > Col d'Èze, cronometro)
Classifica generale Parigi-Nizza
11ª tappa Tour de France (Pau > Saint-Lary-Soulan)
4ª tappa Giro dei Paesi Bassi (Vlijmen > Simpelveld)
Classifica generale Giro dei Paesi Bassi
Grand Prix d'Isbergues
2ª prova Escalada a Montjuïc
1ª prova À travers Lausanne
Classifica generale À travers Lausanne
- 1976 (Gan-Mercier, nove vittorie)

Freccia Vallone
3ª tappa, 2ª semitappa Critérium du Dauphiné Libéré (Bourg-en-Bresse > Annemasse)
9ª tappa Tour de France (Divonne-les-Bains > Alpe d'Huez)
10ª tappa Tour de France (Le Bourg-d'Oisans > Colle del Monginevro)
20ª tappa Tour de France (Tulle > Puy-de-Dôme)
1ª prova Escalada a Montjuïc (con Antonio Martos)
1ª prova À travers Lausanne
2ª prova À travers Lausanne
Classifica generale À travers Lausanne
- 1977 (Miko-Mercier-Hutchinson, sette vittorie)

2ª tappa, 1ª semitappa Tour de l'Aude (Carcassonne > Cuxac-Cabardès)
4ª tappa, 1ª semitappa Volta Ciclista a Catalunya (Ciudadela > Monte Toro)
Grand Prix d'Isbergues
Grand Prix d'Automne
1ª prova À travers Lausanne
2ª prova À travers Lausanne
Classifica generale À travers Lausanne
- 1978 (Miko-Mercier-Hutchinson, sette vittorie)

2ª tappa Criterium National (Saint-Raphaël > Saint-Raphaël)
Parigi-Camembert
14ª tappa Tour de France (Besse-en-Chandesse > Puy-de-Dôme, cronometro)
1ª prova À travers Lausanne
2ª prova À travers Lausanne
Classifica generale À travers Lausanne
Gran Premio di Lugano (cronometro)
- 1979 (Miko-Mercier-Vivagel, diciotto vittorie)

3ª tappa Étoile de Bessèges (Bessèges > Bessèges)
Tour du Haut-Var
3ª tappa Tour de Corse
7ª tappa, 2ª semitappa Parigi-Nizza (Nizza > Col d'Èze, cronometro)
Classifica generale Parigi-Nizza
2ª tappa Critérium National (Saint-Raphaël > Saint-Raphaël)
Classifica generale Critérium National
Prologo Vuelta a España (Jerez de la Frontera, cronometro)
8ª tappa, 2ª semitappa Vuelta a España (Benicasim, cronometro)
Classifica generale Vuelta a España
Prologo Critérium du Dauphiné Libéré (Mâcon, cronometro)
Polymultipliée
18ª tappa Tour de France (Alpe d'Huez)
5ª tappa, 1ª semitappa Giro dei Paesi Bassi (Heesch > Hilvarenbeek)
Grand Prix d'Automne
1ª prova À travers Lausanne
2ª prova À travers Lausanne
Classifica generale À travers Lausanne
- 1980 (TI-Raleigh, sette vittorie)

Grand Prix Pino Cerami
5ª tappa Tour de Romandie (Monthey > Friburgo)
Prologo Critérium du Dauphiné Libéré (Évian-les-Bains, cronometro)
11ª tappa Tour de France (Damazan > Laplume)
20ª tappa Tour de France (Saint-Étienne > Parigi)
Classifica generale Tour de France
1ª prova Escalada a Montjuïc
- 1981 (TI-Raleigh, tre vittorie)

Grand Prix Pino Cerami
2ª prova Escalada a Montjuïc
Classifica generale Escalada a Montjuïc
- 1982 (Coop-Mercier-Mavic, due vittorie)

Grand Prix de la Côte Normande
2ª prova Escalada a Montjuïc
- 1983 (Coop-Mercier-Mavic, una vittoria)

Tour du Haut-Var
- 1985 (Kwantum Hallen-Yoko, quattro vittorie)

5ª tappa Tirreno-Adriatico (San Benedetto del Tronto > Acquaviva Picena, cronometro)
Classifica generale Tirreno-Adriatico
Veenendaal-Veenendaal
Campionati del mondo, Prova in linea
- 1987 (Superconfex-Yoko, una vittoria)

Amstel Gold Race

#### Altri successi
- 1966 (Swift)

Campionati olandesi, Prova a squadre
- 1967 (Swift)

Campionati olandesi, Prova a squadre
- 1968 (Swift)

Badhoevedorp (Criterium)
Campionati olandesi, Prova a squadre
Giochi olimpici, Cronosquadre (Città del Messico)
- 1969 (Swift)

Classifica scalatori Österreich-Rundfahrt
Campionati olandesi, Prova a squadre
- 1970 (Flandria-Mars)

Simpelveld (Criterium)
Boxmeer (Criterium)
- 1971 (Flandria-Mars)

Classifica scalatori Vuelta a España
Leiden (Criterium)
Saussignac (Criterium)
Plancoet (Criterium)
- 1972 (Beaulieu-Flandria)

Kamerik (Criterium)
Terrasson la Villedieu (Criterium)
- 1973 (Gitane-Frigécrème)

Classifica combinata Tour de France
Commentry (Criterium)
Meymac (Criterium)
Ploerdut (Criterium)
Acht van Chaam (Criterium)
Linne (Criterium)
Critérium cycliste international de Quillan (Criterium)
- 1974 (Gan-Mercier)

Auray (Criterium)
Classifica combinata Setmana Catalana
- 1975 (Gan-Mercier)

Heerhugowaard (Criterium)
Mende (Criterium)
Bussières (Criterium)
Pontoise (Criterium)
Sillé-le-Guillaume (Criterium)
Drancy (Criterium)
Geleen (Criterium)
Drancy b (Criterium)
Sittard (Criterium)
- 1976 (Gan-Mercier)

Callac (Criterium)
Plaintel (Criterium)
Meaux (Criterium)
Lescouet-Jugon (Criterium)
Circuit de l'Aulne (Criterium)
Campionati olandesi, Prova a squadre
- 1977 (Miko-Mercier)

Landivisiau (Criterium)
Soings (Criterium)
Plessala (Criterium)
Simpelveld (Criterium)
Echt (Criterium)
Classifica generale Challenge Sedis
- 1978 (Miko-Mercier)

Le Creusot (Criterium)
Montluçon (Criterium)
Steenwijk (Criterium)
Valkenswaard (Criterium)
Voerendaal (Criterium)
Montauroux (Criterium)
- 1979 (Miko-Mercier-Vivagel)

Ronde des Korrigans-Camors (Criterium)
Lamballe (Criterium)
Linne (Criterium)
Mijl van Mares (Criterium)
Chateau-Chinon (Criterium)
Critérium des As (Derny)
Leiden (Criterium)
Ronde van de Molen - Oosterhout (Criterium)
Oradour-sur-Glane (Criterium)
- 1980 (TI-Raleigh)

Bavel (Criterium)
Aalsmeer (Criterium)
Huijbergen (Criterium)
Lieshout (Criterium)
Obbicht (Criterium)
Oisterwijk (Criterium)
Ronde van de Molen - Oosterhout (Criterium)
1ª tappa, 2ª semitappa Tour de France (Cronosquadre)
7ª tappa, 1ª semitappa Tour de France (Cronosquadre)
Sas van Gent (Criterium)
Kortenhoef (Criterium)
Gouden Pijl-Emmen (Criterium)
Nacht von Hannover (Criterium)
Critérium des As (Derny)
- 1981 (TI-Raleigh)

Wateringen (Criterium)
Kamerik (Criterium)
Montjuich (Criterium)
Rijsbergen b (Derny)
Profronde van Pijnacker (Criterium)
1ª tappa, 2ª semitappa Tour de France (Cronosquadre)
4ª tappa Tour de France (Cronosquadre)
Venray (Criterium)
Profronde van Wateringen (Criterium)
- 1982 (Coop-Mercier-Mavic)

Eindhoven (Criterium)
Voorthuizen (Cronocoppie)
Woerden (Criterium)
Obbicht (Criterium)
Tiel (Criterium)
- 1983 (Coop-Mercier-Mavic)

Chalons-sur-Marne (Criterium)
Profomnium Elsloo (Criterium)
Linne (Criterium)
Profronde van Stiphout (Criterium)
Ossendrecht (Criterium)
4ª tappa Tour de France (Cronosquadre)
Noordwijk-aan-Zee (Derny)
Rotterdam (Criterium)
- 1984 (Kwantum Hallen-Yoko)

Woerden (Criterium)
Venhuizen (Criterium)
Deurne (Criterium)
Profronde van Surhuisterveen (Criterium)
Leiden (Derny)
Hoevelaken (Criterium)
- 1985 (Kwantum Hallen-Yoko)

Alkmaar
Profronde van Maastricht (Criterium)
Noordwijk-aan-zee (Derny)
Draai Van de Kaai (Criterium)
's heerenhoek (Criterium)
Profronde van Oostvoorne (Criterium)
Profronde van Almelo (Criterium)
Nacht von Hannover (Criterium)
Aalsmeer (Criterium)
Sint-Oedenrode (Criterium)
Voerendaal (Criterium)
- 1986 (Kwantum Hallen-Yoko)

Premio Fair Play Tour de France
Apeldoorn (Criterium)
Amsterdam-Centrum (Criterium)
Breda (Criterium)
's heerenhoek (Criterium)
Ile Maurice (Criterium)
Noordwijk-aan-zee (Derny)
- 1987 (Superconfex-Yoko)

Leiden (Criterium)
Woerden (Criterium)
Profronde van Surhuisterveen (Criterium)
Tegelen (Criterium)

### Pista
- 1983

Campionati olandesi, Derny
- 1985

Campionati olandesi, Derny

## Piazzamenti

### Grandi Giri
- Tour de France

1970: 2º
1971: 2º
1972: 5º
1973: 4º
1975: 4º
1976: 2º
1977: 8º
1978: 2º
1979: 2º
1980: vincitore
1981: 4º
1982: 2º
1983: 23º
1984: 30º
1985: 12º
1986: 24º
- Vuelta a España

1971 : 6º
1979: vincitore

### Classiche monumento
- Milano-Sanremo

1978: 26º
1979: 13º
1985: 67º
- Giro delle Fiandre

1971: 68º
1972: 15º
1973: 5º
1974: 29º
1976: 16º
1978: 14º
1979: 10º
1980: 21º
- Parigi-Roubaix

1970: 26º
1971: 24º
1976: 15º
1977: 21º
1978: 22º
1979: 4º
1984: 36º
- Liegi-Bastogne-Liegi

1971: 21º
1972: 18º
1973: 9º
1976: 10º
1983: 35º
1984: 9º
1985: 55º
1986: 17º
1987: 28º
- Giro di Lombardia

1971: 11º
1972: 6º
1976: 4º
1977: 7º
1978: 7º
1979: 21º
1984: 25º
1985: 15º

### Competizioni mondiali
- Campionati del mondo su strada

Leicester 1970 - In linea Professionisti: 52º
Mendrisio 1971 - In linea Professionisti: 21º
Gap 1972 - In linea Professionisti: 5º
Barcellona 1973 - In linea Professionisti: 5º
Yvoir 1975 - In linea Professionisti: 5º
Ostuni 1976 - In linea Professionisti: 4º
San Cristóbal 1977 - In linea Professionisti: 26º
Nürburgring 1978 - In linea Professionisti: 6º
Valkenburg 1979 - In linea Professionisti: 16º
Sallanches 1980 - In linea Professionisti: ritirato
Praga 1981 - In linea Professionisti: 21º
Goodwood 1982 - In linea Professionisti: 4º
Altenrhein 1983 - In linea Professionisti: 38º
Barcellona 1984 - In linea Professionisti: 10º
Giavera del Montello 1985 - In linea Professionisti: vincitore
Colorado Springs 1986 - In linea Professionisti: 52º
Villaco 1987 - In linea Professionisti: 51º
- Giochi olimpici

Città del Messico 1968 - In linea: ritirato
Città del Messico 1968 - Cronosquadre: vincitore
Città del Messico 1968 - Inseguimento a squadre: quarti di finale

## Riconoscimenti
- Trofeo Gerrit Schulte nel 1972, 1973, 1976, 1978, 1979, 1980, 1981, 1982 e 1985
- Trophée AIOCC nel 1975
- Trophée Spidel nel 1979
- Sportivo olandese dell'anno nel 1980 e 1985
- Premio Peter Post nel 2011
- Inserito nella Top 25 della Cycling Hall of Fame